# Paraterschellingia fusuformis
Paraterschellingia fusuformis är en rundmaskart som beskrevs av Gerlach 1951. Paraterschellingia fusuformis ingår i släktet Paraterschellingia och familjen Siphonolaimidae. Inga underarter finns listade i Catalogue of Life.